# Clot de la Masia del Xic
El Clot de la Masia del Xic és un clot del terme municipal de Castell de Mur, dins de l'antic terme de Mur, al Pallars Jussà, en territori de l'antic poble de Puigmaçana.
Està situat a llevant de la Masia del Xic i a ponent de Puigmaçana. Està delimitat al nord pel Camí de Cabicerans, a ponent per la carena on es troba la Masia del Xic i a llevant per la carena de lo Corral de Cinto. És un clot que s'obre cap al sud-oest des de la mateixa Serra de Cinto.